# My Way〜ULala〜
『My Way〜ULala〜』（マイウェイ ウララ）は、Dreamの20枚目のシングル。

## 概要
- 新生Dreamのメジャー再デビューシングル[2][3]。
- 収録されている4曲は、2010年5月に行われた「Dream Live Tour 2010 〜Road to dream〜」で披露された。
- 4曲中3曲はタイアップされている[4][5]。
- 2曲目の「Get my way」は5月から着うたフルで配信されているバージョンとは異なり、2番終了後と最後のサビの間の歌詞が省かれている。なお、「Dream Live Tour 2010 〜Road to dream〜」でもこの箇所は省かれていた。
- メインボーカルはAyaとShizukaである。

## 収録楽曲
1. My Way〜ULala〜
作詞：稀月真皓、作曲：渡辺未来、編曲：YU
プロアクティブCMソング[4]
TBSテレビ『全種類』2010年8月度エンディングテーマ[5]
読売テレビ『ガチカメ7』2010年8月度エンディングテーマ[5]
2. Get my way-Dance Ver. w/o Bridge-/ AILI thanx to Dream
作詞・作曲・編曲：AILI
Samantha Thavasa♥AneCan CMソング[4]
3. FantAstrip
作詞：藤林聖子、作曲：渡辺泰司、編曲：Army Slick
4. ヒマワリ
作詞：Jam-9、作曲：Jam-9、ArmySlick、編曲：h-wonder
関西テレビ系『さんまのまんま』エンディングテーマ[4]
ライブではメンバーと観客がタオルを振り回す曲となっている。
E-Girls3rdシングル「Follow Me」カップリングでセルフカバー
5. My Way〜ULala〜（Instrumental）
6. Get my way-Dance Ver. w/o Bridge-/ AILI thanx to Dream（Instrumental）
7. FantAstrip（Instrumental）
8. ヒマワリ（Instrumental）

## DVD
1. My Way〜ULala〜（Video Clip）
2. My Way〜ULala〜（Making Clip）
3. I Believe（Image Video）
4. FantAstrip（LIVE from Dream Live Tour 2010 〜Road to dream〜）